# Gabriele Debbia
Pas d'image ? Cliquez ici
Gabriele Debbia est un pilote de vitesse moto italien né à Sassuolo le 20 janvier 1968. 
Il commence sa carrière en Grand Prix en 1989 au Grand Prix moto des Pays-Bas dans la catégorie 125 cm3, son unique course de la saison. Sa meilleure saison est celle de 1991 où il termine au pied du podium, à la quatrième place. Pour la saison 1993, il fait une incursion au guidon d'une Aprilia en catégorie 250 cm3.

Il a marqué 254 points (dont 7 en catégorie 500 cm3) durant sa carrière.

## Carrière en Grand Prix
| Année | Cat.    | Équipe | Moto    | GP | Vict. | Podiums | Poles | Mtour | Pts | Position |
| ----- | ------- | ------ | ------- | -- | ----- | ------- | ----- | ----- | --- | -------- |
| 1989  | 125 cm³ |        | Aprilia | 1  | 0     | 0       | 0     | 0     | 3   | 38e      |
| 1990  | 125 cm³ |        | Aprilia | 12 | 0     | 0       | 0     | 0     | 55  | 12e      |
| 1991  | 125 cm³ |        | Rieju   | 13 | 0     | 1       | 0     | 0     | 111 | 4e       |
| 1992  | 125 cm³ |        | Honda   | 13 | 0     | 1       | 0     | 0     | 58  | 8e       |
| 1993  | 125 cm³ |        | Honda   | 10 | 0     | 0       | 0     | 0     | 7   | 29e      |
| 1993  | 250 cm³ |        | Honda   | 6  | 0     | 0       | 0     | 0     | 0   | -        |
| 1994  | 125 cm³ |        | Honda   | 13 | 0     | 0       | 0     | 0     | 11  | 24e      |
| 1995  | 125 cm³ |        | Yamaha  | 13 | 0     | 0       | 0     | 0     | 7   | 27e      |
| 1996  | 125 cm³ |        | Yamaha  | 15 | 0     | 0       | 0     | 0     | 2   | 31e      |
| 1997  | 125 cm³ |        | Yamaha  | 1  | 0     | 0       | 0     | 0     | 0   | -        |